# Campionato Primavera 1 2023-2024 (calcio femminile)
L'edizione 2023-2024 è stata la venticinquesima nella storia del Campionato Primavera Femminile, la sesta ad essere organizzata direttamente dalla FIGC e la seconda con la denominazione "Campionato Primavera 1". Vi hanno preso parte 12 delle squadre che hanno acquisito il titolo sportivo a partecipare ai campionati di Serie A 2023-2024 e Serie B 2023-2024. Per la prima volta nella storia, il torneo è stato vinto dal Milan, che in finale ha sconfitto per 3-1 il Sassuolo.

## Formula
Il Campionato Primavera si articola in due fasi:
- Girone eliminatorio (gare di andata e ritorno)
- Fase finale  (semifinali e finale in gara unica).

12 delle squadre iscritte ed appartenenti ai campionati di Serie A e Serie B vengono inserite in un girone unico e si incontrano tra loro in gare di andata e ritorno. Al termine della prima fase del campionato, si qualificano alla fase finale le prime quattro squadre classificate, mentre retrocedono in Primavera 2 le ultime due classificate. Le quattro squadre qualificate alla fase finale si incontreranno tra loro, in gara unica su campo neutro, secondo degli accoppiamenti ad incrocio:
- 1ª vs 4ª;
- 2ª vs 3ª.

Al termine delle semifinali, si disputerà la finale per il primo e secondo posto, che analogamente si disputerà in gara unica su campo neutro.

## Girone all'italiana

### Squadre partecipanti
| Club       | Città                            |
| ---------- | -------------------------------- |
| Arezzo     | Arezzo                           |
| Fiorentina | Firenze                          |
| Inter      | Milano                           |
| Juventus   | Torino                           |
| Lazio      | Roma                             |
| Milan      | Milano                           |
| Parma      | Parma                            |
| Roma       | Roma                             |
| Sampdoria  | Genova                           |
| San Marino | Città di San Marino (San Marino) |
| Sassuolo   | Sassuolo (MO)                    |
| Verona     | Verona                           |

### Classifica finale
|  | Pos. | Squadra        | Pt | G  | V  | N | P  | GF | GS | DR  |
|  | ---- | -------------- | -- | -- | -- | - | -- | -- | -- | --- |
|  | 1.   | Roma           | 52 | 22 | 16 | 4 | 2  | 83 | 24 | +59 |
|  | 2.   | Inter          | 46 | 22 | 14 | 4 | 4  | 70 | 26 | +44 |
|  | 3.   | Sassuolo       | 45 | 22 | 13 | 6 | 3  | 44 | 19 | +25 |
|  | 4.   | Milan          | 45 | 22 | 14 | 3 | 5  | 63 | 29 | +34 |
|  | 5.   | Juventus       | 44 | 22 | 14 | 2 | 6  | 70 | 28 | +42 |
|  | 6.   | Fiorentina     | 35 | 22 | 11 | 2 | 9  | 40 | 40 | 0   |
|  | 7.   | Parma          | 35 | 22 | 11 | 2 | 9  | 46 | 46 | 0   |
|  | 8.   | Sampdoria (-1) | 30 | 22 | 9  | 4 | 9  | 46 | 46 | 0   |
|  | 9.   | Arezzo         | 18 | 22 | 6  | 0 | 16 | 27 | 64 | -37 |
|  | 10.  | Verona         | 17 | 22 | 5  | 2 | 15 | 28 | 59 | -31 |
|  | 11.  | San Marino     | 8  | 22 | 2  | 2 | 18 | 15 | 81 | -66 |
|  | 12.  | Lazio          | 4  | 22 | 1  | 1 | 20 | 18 | 88 | -70 |

Legenda:

      Ammessa alla fase finale.
      Retrocesse in Primavera 2 2024-2025.
Note:

Tre punti a vittoria, uno a pareggio, zero a sconfitta.
La Sampdoria ha scontato un punto di penalizzazione.

### Risultati
|            | Are  | Fio  | Int  | Juv  | Laz  | Mil  | Par  | Rom  | Sam  | San  | Sas  | Ver  |
| ---------- | ---- | ---- | ---- | ---- | ---- | ---- | ---- | ---- | ---- | ---- | ---- | ---- |
| Arezzo     | –––– | 0-5  | 0-2  | 0-1  | 3-1  | 0-3  | 1-0  | 0-7  | 2-3  | 1-2  | 2-0  | 3-0  |
| Fiorentina | 3-0  | –––– | 0-3  | 1-2  | 5-0  | 3-2  | 2-1  | 1-5  | 3-2  | 4-0  | 0-6  | 1-0  |
| Inter      | 5-2  | 2-0  | –––– | 1-2  | 9-0  | 2-3  | 4-2  | 2-2  | 5-1  | 4-0  | 1-1  | 6-0  |
| Juventus   | 11-1 | 5-1  | 1-2  | –––– | 4-0  | 1-4  | 2-3  | 2-3  | 1-2  | 4-1  | 2-0  | 6-1  |
| Lazio      | 1-2  | 0-1  | 1-4  | 0-5  | –––– | 1-5  | 2-3  | 0-4  | 1-6  | 3-3  | 0-2  | 1-3  |
| Milan      | 3-1  | 2-1  | 3-2  | 1-1  | 3-1  | –––– | 1-2  | 2-2  | 0-2  | 7-1  | 1-1  | 7-1  |
| Parma      | 2-1  | 2-2  | 0-3  | 2-6  | 2-1  | 1-3  | –––– | 2-4  | 5-1  | 6-1  | 3-2  | 1-1  |
| Roma       | 4-1  | 4-1  | 4-3  | 2-1  | 10-0 | 3-0  | 4-1  | –––– | 2-2  | 5-0  | 1-3  | 0-2  |
| Sampdoria  | 4-3  | 1-1  | 2-2  | 1-2  | 6-1  | 0-5  | 2-3  | 1-2  | ---- | 0-3  | 0-1  | 2-0  |
| San Marino | 0-3  | 1-2  | 0-5  | 0-6  | 1-2  | 0-5  | 0-1  | 0-10 | 0-3  | –––– | 1-2  | 0-4  |
| Sassuolo   | 4-0  | 2-0  | 1-1  | 2-2  | 3-0  | 2-1  | 3-2  | 0-0  | 0-0  | 3-0  | –––– | 2-1  |
| Verona     | 3-1  | 0-3  | 1-2  | 0-3  | 4-2  | 1-2  | 0-2  | 0-5  | 4-5  | 1-1  | 1-4  | –––– |

## Fase finale

### Semifinali[1]
| 9 maggio 2024 |       |          |
| Roma          | 1 - 4 | Milan    |
| Inter         | 0 - 1 | Sassuolo |

### Finale[1]
| Arbitro: | Maresca (Napoli) |

|                                      |           |             |
| Appiah 17’ Mikulića 114’ Stokić 117’ | Marcatori | 76’ Girotto |